# Курт Шрайбер
Курт Шрайбер (нім. Kurt Schreiber; 1 квітня 1875, Бад-Швальбах, Гессен — 27 травня 1964, Геттінген) — німецький воєначальник, генерал-лейтенант вермахту.

## Біографія
Син високопоставленого чиновника. 1 березня 1894 року поступив на службу в Прусську королівську армію, в 5-й померанський піхотний полк «Принц Моріц фон Ангальт-Дессау» № 42.
1 квітня 1897 року переведений у 5-й західно-прусський піхотний полк № 148.
1 жовтня 1902 року призначений викладачем кадетської школи в Гросс-Ліхтенфельді, з 1 квітня 1905 року — головний ад'ютант школи.
27 січня 1911 року переведений у 5-й великогерцогський гессенський піхотний полк № 168.
Учасник Першої світової війни, за бойові заслуги відзначений численними нагородами.
1 жовтня 1919 року прийнятий у рейхсвер, призначений у Імперське міністерство оборони ад'ютантом Інспекції освіти.
З 1 січня 1924 до 31 січня 1927 року — командир 1-го (Ганзейського) батальйону 16-го піхотного полку в Бремені.
1 лютого 1930 року призначений військовим комендантом Берліна
31 січня 1931 року вийшов у відставку.
Перед початком Другої світової війни мобілізований у вермахт. Восени 1939 року призначений командиром нещодавно створеної 430-ї дивізії.
З 1 грудня 1939 року — начальник головної польової комендатури 570.
З 1 липня 1940 року — начальник військового округу А (північний захід Франції).
З 1 грудня 1941 року — військовий комендант Ганновера.
31 березня 1943 року відправлений у відставку.

## Сім'я
29 квітня 1906 року одружився з Паулою Маєр-Редерсберг.

## Звання
- Фанен-юнкер (1 березня 1894)
- Фенріх (18 жовтня 1894)
- Другий лейтенант (18 серпня 1895)
- Лейтенант (1 січсня 1899) — перейменоване звання другого лейтенанта.
- Оберлейтенант (22 квітня 1905)
- Гауптман (27 січня 1911)
- Майор (27 січня 1917)
- Оберст-лейтенант (1 травня 1922)
- Оберст (1 лютого 1927)
- Генерал-майор (1 жовтня 1929)
- Генерал-лейтенант (31 січня 1931)

## Нагороди

### Перша світова війна
- Залізний хрест 2-го класу
- Чорний нагрудний знак «За поранення»

### Міжвоєнний період
- Почесний хрест ветерана війни
- Почесний знак Німецького Червоного Хреста (20 квітня 1937)
- Почесний знак протиповітряної оборони 2-го ступеня (1939)

### Друга світова війна
- Застібка до Залізного хреста 2-го класу (27 червня 1940)
- Почесний знак «За вірну службу» 1-го ступеня (40 років) (1942)
- Хрест Воєнних заслуг
  - 2-го класу з мечами
  - 1-го класу з мечами (30 січня 1943)